# Рыбное (Мотыгинский район)
Рыбное — село в Мотыгинском районе Красноярского края России. Административный центр Рыбинского сельсовета.

## География
Село находится в южной части района, на правом берегу реки Ангары, на расстоянии приблизительно 10 километров (по прямой) к юго-западу от посёлка городского типа Мотыгино, административного центра района.
Климат
Климат характеризуется как резко континентальный, с морозной продолжительной зимой. Средняя температура самого тёплого месяца (июля) составляет 25 — 26 °С (абсолютный максимум — 38 °С). Средняя температура самого холодного месяца (января) — −26 — −28 °С (абсолютный минимум — −53 °С). В течение года атмосферные осадки выпадают неравномерно. В тёплый период года (с апреля по октябрь) выпадает около 70-80 % осадков.
Часовой пояс
Село Рыбное находится в часовой зоне МСК+4. Смещение применяемого времени относительно UTC составляет +7:00.

## История
По данным 1926 года в населённом пункте имелось 129 хозяйств и проживало 513 человек (265 мужчин и 248 женщин). В национальном составе населения того периода преобладали русские. В административном отношении являлась центром Рыбинского сельсовета Богучанского района Канского округа Сибирского края.

## Население
| 2010 |
| ---- |
| 344  |

Гендерный состав
По данным Всероссийской переписи населения 2010 года в гендерной структуре населения мужчины составляли 45,9 %, женщины — соответственно 54,1 %.
Национальный состав
Согласно результатам переписи 2002 года, в национальной структуре населения русские составляли 95 % из 393 чел.

## Улицы
Уличная сеть села состоит из шести улиц: